# Ришко, Дмитрий Иванович
Дми́трий Ива́нович Ришко́ (прозвище «Casper»; род. 12 сентября 1982, Ленинград) — российский музыкант-мультиинструменталист, аранжировщик, автор песен, общественный деятель. В настоящий момент является лидером рок-групп «CASPER» и «The Nameless Cult», в прошлом был участником групп «Король и Шут» и «КняZz», а также одним из лидеров фолк-рок-группы «Вереск» и метал-группы

## Биография
По национальности — русский. Родился 12 сентября 1982 года в городе Ленинград. Рок-музыкой увлёкся ещё в школьные годы, некоторое время посещал юношескую рок-студию «Нева». Обучался в школе-лицее № 204 и в школе № 210. Музыкальное образование получил, окончив детскую музыкальную школу № 18, 1-ю Выборгскую школу искусств им. Г. В. Свиридова, музыкальное училище им. М. П. Мусоргского. Обучался в Санкт-Петербургской Государственной Консерватории имени Н. А. Римского-Корсакова в классе профессора Шульпякова О. Ф.
Имеет широкую оркестровую практику, в том числе и в составе оркестра Государственной академической капеллы Санкт-Петербурга им. М. И. Глинки. Работал как аранжировщик, звукорежиссёр и саунд-продюсер на ряде звукозаписывающих студий. Сотрудничал с различными российскими музыкальными коллективами и исполнителями: Король и Шут, Андрей Князев (Князь), Илья Чёрт, Бригадный Подряд, Крематорий, Louna, Кукрыниксы, Слот, Кома, Ad Libitum, Вереск, Народное ополчение, Саша Царовцев и группа Пилигрим, Кафе, Скворцы Степанова и др. Одно время работал с одним из ведущих джазовых пианистов — Юрием Соболевым. Работал с некоторыми европейскими коллективами и исполнителями: группа Smokie (Англия), Но́эль Дэлфин и группа Jus D’Orange (Франция), Darkside of Innocence (Португалия). Более десяти лет являлся одним из лидеров петербургского фолк-рок коллектива «Вереск».
Помимо деятельности в группах Dominia (symphonic doom death metal) и КняZz (punk rock), работает над музыкальным оформлением компьютерных игр и фильмов, над музыкальными проектами «Nameless Cult» (soundtrack), «La Melian» (post rock) и российско-английским проектом «God Eat God» (doom death metal), по возможности занимается общественной деятельностью.
Женат на Оксане Александровне Ришко. 17 августа 2010 у них родился сын Владислав.
В начале августа 2011 года Дмитрий прекратил своё сотрудничество с группой «Король и Шут» и перешёл в группу созданную Андреем Князевым, «КняZz».
С 2013 года является официальным представителем американской компании «Reverend Guitars».
25 июня 2013 года стал первым российским артистом, представляющим всемирно известную немецкую компанию «GEWA music», и партнёром компании «Торговый Дом на Невском», являющейся эксклюзивным дистрибьютором «GEWA music» на территории РФ.
25 октября 2014 года покинул группу «КняZz» по причине активной занятости в других проектах.
После ухода из группы «КняZz» создал англоязычный проект «The Nameless Cult» и в 2015 выпустил дебютный сингл «Hope». В концертном варианте проект был презентован на сцене петербургского клуба «AURORA Concert Hall», в качестве специального гостя на концерте группы «Anathema».
Весной 2017 была создана русскоязычная группа «CASPER», первое выступление которой состоялось на фестивале «Revolution Open Air». В июне 2017 вышел дебютный сингл «Пляски на костях». 10 декабря 2017 группа выпустила свой дебютный альбом «CASPER», который был презентован в петербургском клубе «Jagger».
В 2022 году снялся в сериале «Король и Шут», где сыграл сам себя.

## Дискография
- Народное Ополчение — «Черви» (2004)
- Dominia — «Runaway/Simple Thing» (2005, сингл)
- Князь — «Любовь негодяя» (2005)
- Dominia — «The Darkness of Bright Life» (2006, сингл)
- Dominia — «Divine Revolution» (2006)
- Король и Шут — «Продавец кошмаров» (2006)
- Бригадный Подряд — «Никакой Правды» (2007)
- Король и Шут — «Страшные сказки» (2007)
- Вереск — «Выстрел» (2008, сингл)
- Вереск — «Трубадур I» (2008)
- Крематорий — «Амстердам» (2008)
- Dominia — «Exodus» (2008, сингл)
- Король и Шут — «Тень клоуна» (2008)
- Dominia — «Judgement of Tormented Souls» (2009)
- Darkside of Innocence — «Infernum Liberus Est» (2009)
- Слот — «4ever» (2009)
- Илья Чёрт — «Аудиостихия» (2010)
- Bad Jah — 16 (2010)
- Король и Шут — «Театръ Демона» (2010)
- Кафе — «Три часа ночи» (2010)
- Бригадный Подряд — «Страна Возможностей» (2011)
- КняZz — «Человек-Загадка» (2011, сингл)
- КняZz — «Письмо из Трансильвании» (2011)
- КняZz — «Голос тёмной долины» (2012, сингл)
- КняZz — «Тайна кривых зеркал» (2012)
- КняZz — «Горгона» (2013, сингл)
- Dominia — «Death Only» (2013, сингл)
- Louna — «Во мне» (2013)
- КняZz — «Роковой карнавал» (2013)
- КняZz — «Боль» (2014, сингл)
- КняZz — «Русский дух» (2014, сингл)
- КняZz — «Магия Калиостро» (2014)
- Dominia — «Theophania» (2014)
- The Nameless Cult — «Hope» (2015)
- CASPER — «Пляски на костях» (2017, макси-сингл)
- CASPER — «CASPER» (2017)

## Интересные факты
- Рост Дмитрия — 172 см.
- В детстве Дмитрий на протяжении нескольких лет играл в некоторых спектаклях петербургского театра им. Акимова: «Виновник торжества», «Два клёна», «Планета любви».
- Снимался в эпизодической роли в фильме «Скрипка Ротшильда», в одном из выпусков «Старых песен о главном».
- Дмитрий играл в общей сложности на 24 музыкальных инструментах.

 Скрипка, гитара, фортепиано, мандолина, альт, губная гармошка, блок-флейта, ирландская флейта, бас-гитара (немного), контрабас (немного, когда-то год занимался в муз. училище в рамках спец. курса), ксилофон, металлофон, виброфон, аккордеон (немного), гармонь (когда-то, в далёком детстве:)), домра, домбра и различная перкуссия:)) (как раз инструментов на 25 наберётся) :)))… Сейчас иногда занимаюсь на ударной установке, когда время и нервы сослуживцев позволяют:)))
В отношении многих из вышеперечисленных инструментов остались на данный момент лишь базовые навыки, всё из-за отсутствия постоянной практики. Какими-то из них я владею свободно, какими-то лишь поверхностно, некоторые из них использовалось мной как в концертной, так и в студийной практике в прошлом (скорее в рамках неких муз. опытов), но большинство инструментов изучалось для музыкального саморазвития и расширения кругозора. Особую страсть я, как и многие музыканты, питаю к изучению различных этнических инструментов.